# Trecătoarea Frejus

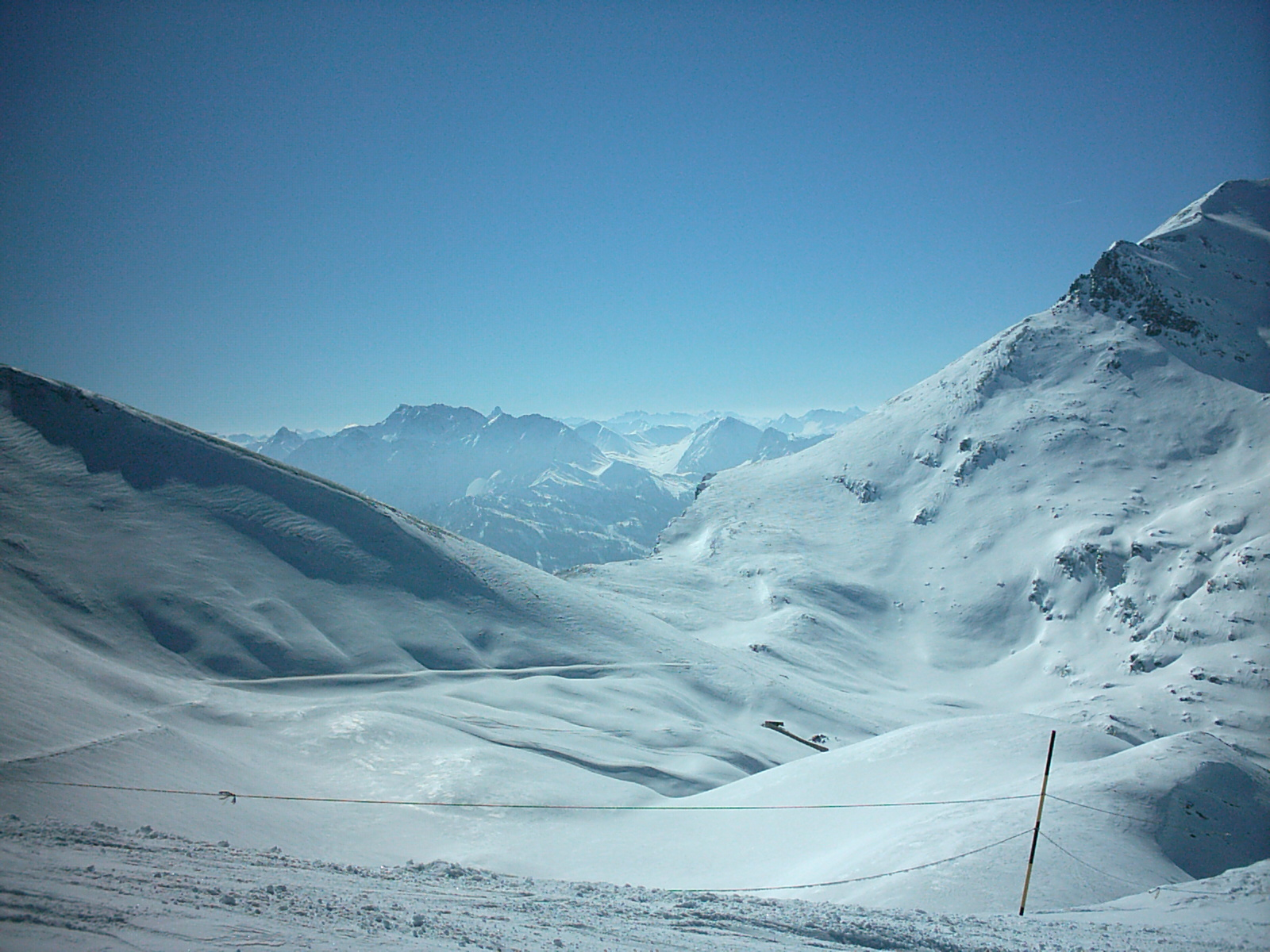
Vedere a trecătoarei din partea franceză în februarie

Trecătoarea Frejus (în italiană Colle del Fréjus, iar în franceză Col du Fréjus) este un pas alpin situat la granița italo-franceză, la o altitudine de 2.541 m. Este situat în Alpii Cotici, pe bazinul hidrografic dintre Valea Susa și Moriana superioară. Chiar la est de creastă, trec prin subteran cele două tuneluri omonime, Tunelul rutier Frejus și Tunelul feroviar Frejus.

## Geografie
Punctul de trecere este o vale larg deschisă și adâncă între Punta Nera (3.047 m, la sud-vest) și Muntele Frejus (2.936 m, la nord-est). Pe versantul italian se află la capul Văii Frejus cu același nume, afluent al Dorei Riparia. Chiar în aval de deal se află ruinele unei cazărmi construite în anii 1930 pentru grăniceri și, mai jos, ceea ce a rămas dintr-o veche cazarmă de carabinieri. 
Apele care curg pe partea franceză sunt în schimb colectate de Ruisseau du Fréjus, care, la rândul său, se varsă la Fourneaux în Ruisseau du Charmaix, un afluent al Arcului. Tot pe partea franceză lângă deal se află un mic lac și, puțin mai jos, vechi cazărmi militare.

## Căi de acces
Din partea italiană se ajunge la trecătoare pe o potecă (vechiul indicator EPT 722) care are originea în apropierea ruinelor Grange Chatelard, la capătul drumului de pământ care străbate partea inferioară a Văii Frejus, trecând pe lângă Hornurile Frejus (gurile de ventilație care deservește partea intermediară a tunelului de autostradă).
Pe partea franceză, un drum militar de pământ leagă trecătoarea de micul centru Le Charmaix și stațiunea de schi Valfréjus.